# Erich Zurhelle
Erich Zurhelle (* 6. April 1881 in Aachen; † 15. Oktober 1952 ebenda) war ein deutscher Gynäkologe und ärztlicher Direktor am Luisenhospital Aachen.

## Leben und Wirken
Erich Zurhelle war der Sohn des Sanitätsrats Julius Emil Zurhelle (1841–1912) und dessen zweiten Ehefrau Johanna Alwine Zillessen (1850–1886). Nach dem Abitur am damaligen Kaiser-Wilhelm-Gymnasium im Jahr 1889 studierte Zurhelle Medizin an der Universität Bonn. Er schloss dieses Studium 1904 mit dem Staatsexamen ab und promovierte über die Entstehung von Zwerchfellbrüchen. Nach einer kurzen Zeit als Volontärarzt in Marburg kehrte er wieder nach Bonn zurück, wo er ab 1906 als Erster Assistent unter Heinrich Fritsch an der Frauenklinik des Universitätsklinikums übernommen wurde. Ein Jahr später wurde er zunächst zum Privatdozenten für Geburtshilfe und Gynäkologie und ab 1913 zum Titularprofessor bestellt. Noch im gleichen Jahr kehrte Zurhelle in seine Heimatstadt Aachen zurück, wo er im ehemaligen Forster Krankenhaus als Frauenarzt tätig wurde und ab 1916 zusätzlich nebenberufliche Aufgaben als Stadtverordneter von Aachen übernahm.
Zu Beginn des Ersten Weltkrieges gehörte Zurhelle im Oktober 1914 zu den Unterzeichnern der Erklärung der Hochschullehrer des Deutschen Reiches, die diesen Krieg als Verteidigungskampf für die deutsche Kultur rechtfertigte. Im Jahr 1920 erhielt Zurhelle eine Berufung an das Luisenhospital in Aachen, wo er Mitbegründer und leitender Direktor der neuen geburtshilflich-gynäkologischen Abteilung wurde, an der er bis zu seinem Tod im Jahr 1952 praktizierte.
Während der Zeit des Nationalsozialismus wurde Zurhelle 1934 Mitglied in der Nationalsozialistischen Volkswohlfahrt, im NS-Ärztebund, im Reichsluftschutzbund und in der SA-Reserve sowie ab 1937 in der NSDAP. Seine Mitgliedschaft in der SA-Reserve, in der er später zum Sanitätssturmführer befördert wurde, begründete sich durch deren Eingliederung in die Organisation Stahlhelm, Bund der Frontsoldaten, der er einige Jahre zuvor in der Hoffnung beigetreten war, den Beitritt in andere NS-Organisationen verhindern zu können. Auch seine Mitgliedschaft in der NSDAP versuchte er zunächst durch den Beitritt zum Rotary Club-Aachen zu verhindern, da deren Mitgliedern der Eintritt in die NSDAP verwehrt wurde. Nach der Auflösung der Rotary Clubs im Jahr 1937 entfiel jedoch dieser Hinderungsgrund und Zurhelle sah sich gezwungen, der NSDAP beizutreten.
Am Luisenkrankenhaus gehörte Zurhelle neben den Chirurgen Eduard Borchers und Leo Funken zu den Ärzten, die gemäß dem Gesetz zur Verhütung erbkranken Nachwuchses zur Durchführung von Zwangssterilisationen ermächtigt wurden. In diesem Zusammenhang lehnte er aber die Aufforderung ab, Schwangerschaftsabbrüche bei „Ostarbeiterinnen“ durchzuführen.
Während des Zweiten Weltkrieges wurde Zurhelle als ordinierender Arzt im Reserve-Lazarett IV in Aachen-Burtscheid verpflichtet und war von 1943 bis 1944 zudem als nebenberuflicher Leiter der „Beratungsstelle für Kinderlosigkeit in der Ehe“ aktiv. Kurz vor Kriegsende geriet er vorübergehend in Gefangenschaft und war dazu gezwungen, auf Anordnung der Militärregierung seinen Krankenhausdienst ruhen zu lassen und ein Entnazifizierungsverfahren zu durchlaufen. Nach entsprechenden Anhörungen und Zeugenvernehmungen, aber auch auf Grund der Tatsache, dass Zurhelle zu jener Zeit offensichtlich der einzige operativ tätige Gynäkologe in Aachen war, wurde er am 1. September 1946 in die Kategorie IV, Mitläufer, ohne Vermögenssperre eingestuft und konnte seinen Dienst im Krankenhaus wieder aufnehmen.

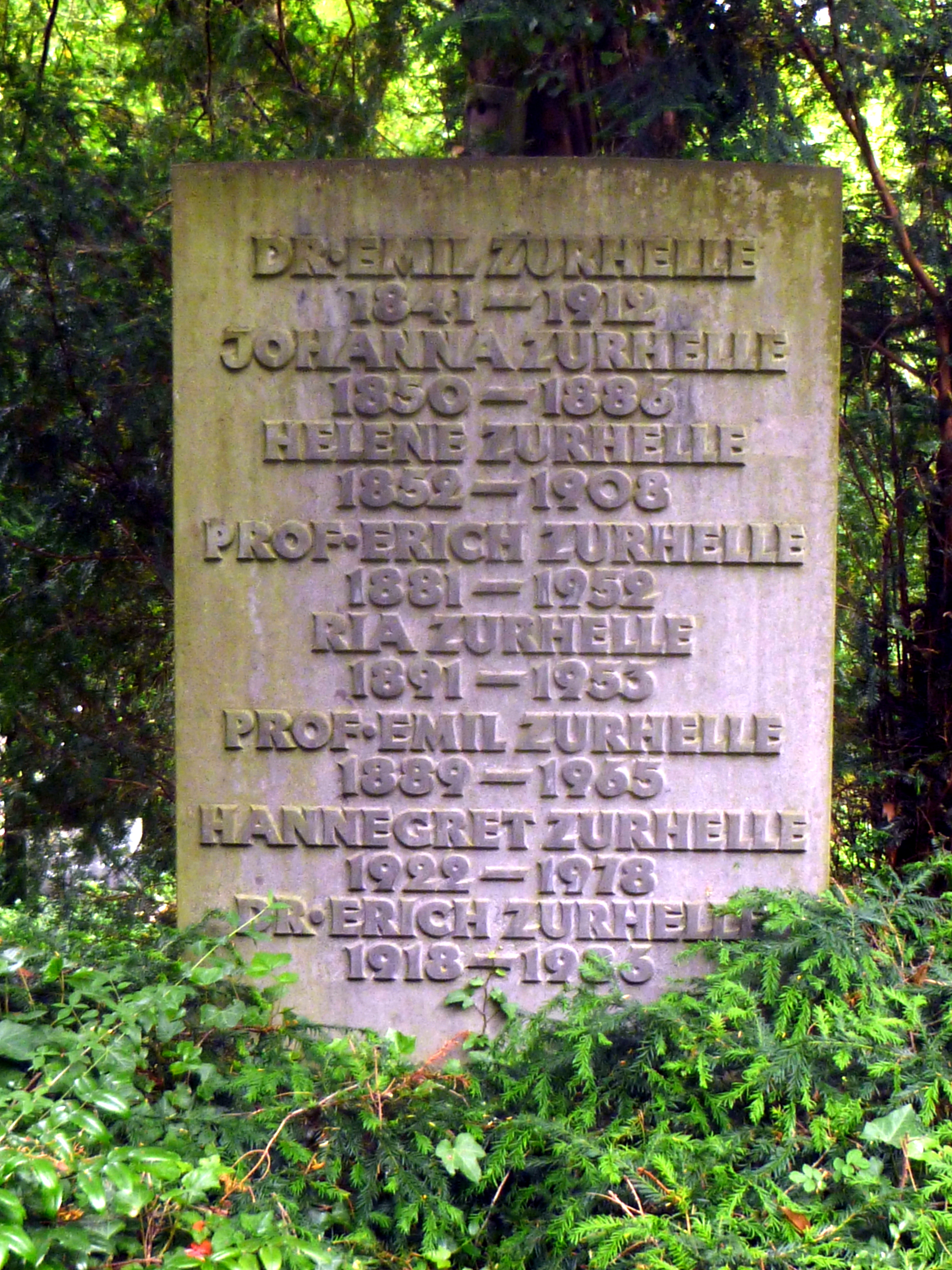
Grabstele Familie Zurhelle

Im gesellschaftlichen Leben Aachens gehörte Zurhelle mehreren Organisationen an: er war Mitglied im Rotary Club Aachen und von 1936 bis 1937 dessen Präsident. Darüber hinaus war er Mitglied und für einige Jahre Präsident der Erholungs-Gesellschaft Aachen 1837 sowie Ehrenmitglied in der badeärztlichen Vereinigung und bereits seit 1919 Mitglied im Club Aachener Casino.
Erich Zurhelle war verheiratet mit Ria Herbst (1891–1953), Tochter des Maschinenfabrikanten Gerhard Herbst aus Krefeld; die Ehe blieb kinderlos. Zurhelle fand seine letzte Ruhestätte in der Familiengruft auf dem Heißbergfriedhof Burtscheid/Aachen. Die Fotografin Martha Rosenfeld erstellte eine Porträtaufnahme von Erich Zurhelle, die neben 60 anderen Aufnahmen bekannter Aachener Persönlichkeiten im Jahr 1927 im Suermondt-Ludwig-Museum ausgestellt wurden.

## Schriften (Auswahl)
- Ein Beitrag zur Lehre von der Entstehung von Zwerchfellbrüchen, Dissertation Bonn 1904
- Ein sicherer Fall von Impfkarzinom, in: Archiv für Gynäkologie Nr. 81, 1907, S. 353–369
- Zur Statistik des Gebärmutterkrebses, in: Archiv für Gynäkologie und Geburtshilfe Nr. 83, 1907, S. 246–256
- Thrombosen und Embolien nach gynäkologischen Operationen, in: Archiv für Gynäkologie und Geburtshilfe Nr. 84, 1908, S. 443–512
- Die Röntgendiagnose der Extrauteringravidität in späteren Monaten mit abgestorbener Frucht, in: Zentralblatt für Gynäkologie Nr. 36, 1912, S. 1177ff.
- Aachen als Badestadt, in: Rheinischer Beobachter Nr. 7, Potsdam 1928, S. 106ff.
- Früherkennung des weiblichen Genitalkarzinoms, in: Allgemeine medizinische Zentralzeitung Nr. 98, 1931, S. 217ff.